# France Gall (album, 1976)
Albums de France Gall
Cinq minutes d'amour
(1976) Dancing Disco
(1977)
Singles
1. La Déclaration d'amour
Sortie : Mai 1974
2. Comment lui dire
Sortie : Janvier 1976
3. Ce soir je ne dors pas
Sortie : Avril 1976

France Gall est à la fois le huitième album studio de France Gall, mais surtout le premier album studio enregistré comme tel par France Gall dans sa carrière. 
Huitième album studio, car sept albums studio d'elle sont déjà sortis, mais il s'agit surtout de compilations de titres déjà édités auparavant en 45 tours. 
Premier album studio, car il s'agit ici du premier album studio que Michel Berger a produit pour elle et qui contient surtout, dès sa sortie, de très nombreux titres inédits ,.
Sorti le 6 janvier 1976, cet album a été certifié disque d'or pour plus de 100 000 exemplaires vendus en France[source insuffisante].

## Titres
| 1.    | Comment lui dire                                      | 3:30 |
| 2.    | Ce soir je ne dors pas                                | 3:07 |
| 3.    | Comment t'en apercevoir                               | 1:45 |
| 4.    | La Chanson d'une terrienne (Partout je suis chez moi) | 6:07 |
| 5.    | La Déclaration d'amour                                | 3:28 |
| 6.    | Samba Mambo                                           | 2:35 |
| 7.    | Big Fat Mama                                          | 3:05 |
| 8.    | Je saurai être ton amie                               | 3:03 |
| 9.    | Chanson pour consoler                                 | 1:50 |
| 10.   | Je l'aimais                                           | 3:50 |
| 37:32 |                                                       |      |

## Crédits

### Paroles et musique
- Michel Berger

### Musiciens
- Piano : Michel Berger
- Guitares : Claude Engel, Gérard Kawczynski et Jean-Pierre Castelain sur La Déclaration d'amour
- Basse : Christian Padovan
- Batterie : André Sitbon
- Claviers : Dino Latorre, Georges Rodi
- Cordes : Claude Germain
- Percussions : Marc Chantereau
- Chœurs : Michel et Georges Costa, Gérard Kawczynski, Christian Padovan

### Production
- Producteur : Michel Berger
- Prise de son :
  - Jean-Pierre Janiaud
  - Georges Blumenfeld pour La Déclaration d'amour
- Mixage : Jean-Pierre Janiaud
- Enregistrement :
  - Studio Gang à Paris
  - Studio Condorcet à Toulouse pour Big Fat Mamma (voir section « Autour de l’album »)
- Éditeurs :
  - Éditeur d’origine : éditions Colline
  - Droits transférés aux éditions Apache France sauf La Déclaration d’amour, éditions Apache France / éditions Sidonie
- Album original : 33 tours / LP stéréo  Atlantic / WEA 50210 sorti le 6 janvier 1976[1]
- Photographies :
  - Recto verso pochette : Jean-François Le Sénéchal
  - Intérieure : Philippe Chat
- Première édition en CD  : WEA Music 2292-46172-2 sorti le 15 novembre 1990 - Photographies : Jean-François Le Sénéchal, Philippe Chat

## Autour de l’album
Le blues de Toulouse — L’enregistrement de la chanson Big Fat Mamma posa quelques problèmes, comme le relataient France Gall et Michel Berger en 1976 :
— France Gall : « On a pratiquement fait tout l’album à Paris et puis il y avait un blues et le blues, les Anglais ou les Américains, c’est quand même plus leur musique que nous et on a essayé d’aller à Londres et ça ne s’est quand même pas formidablement bien passé non plus, c’est pour ça que, finalement, on a été à Toulouse... On y a été pour les chœurs, surtout, qui étaient vraiment réussis. »
— Michel Berger : « Le blues de Toulouse, c’est bien connu… » (rires).